# Zichy család

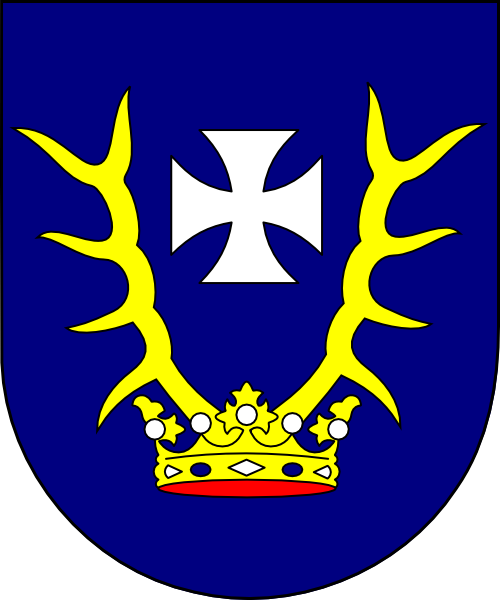
Gróf Zichy Domonkos veszprémi püspök címere, amely azonos a családi címerrel

A Zichy család cimere a Siebmacher féle címeres könyvből

A gróf zicsi és vázsonykői Zichy család egy ősi magyar főnemesi család, amely a mai napig él. Az egykor legnagyobb, legbefolyásosabb és leggazdagabb magyar családok között tarthatjuk számon.

## Család története

### Története a középkorban

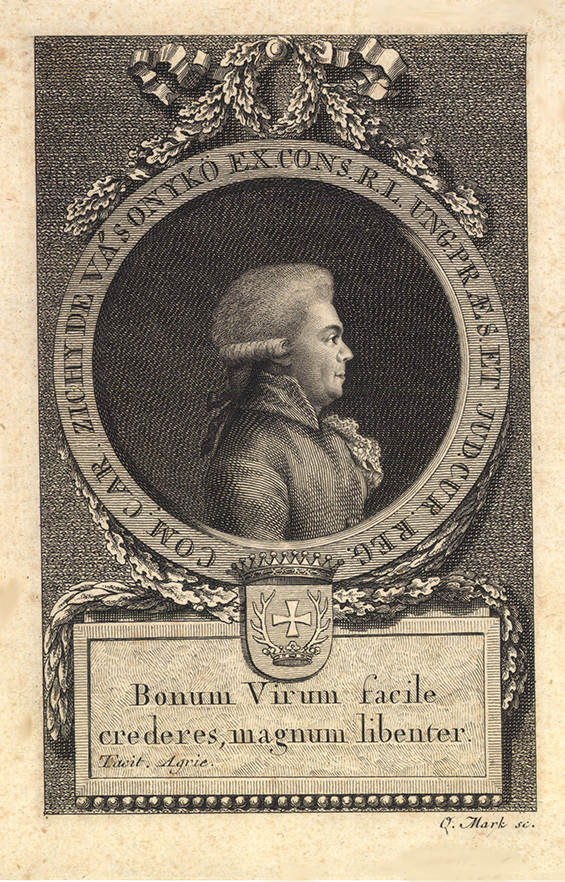
Gróf Zichy Károly (1753–1826) országbíró fiatal korában

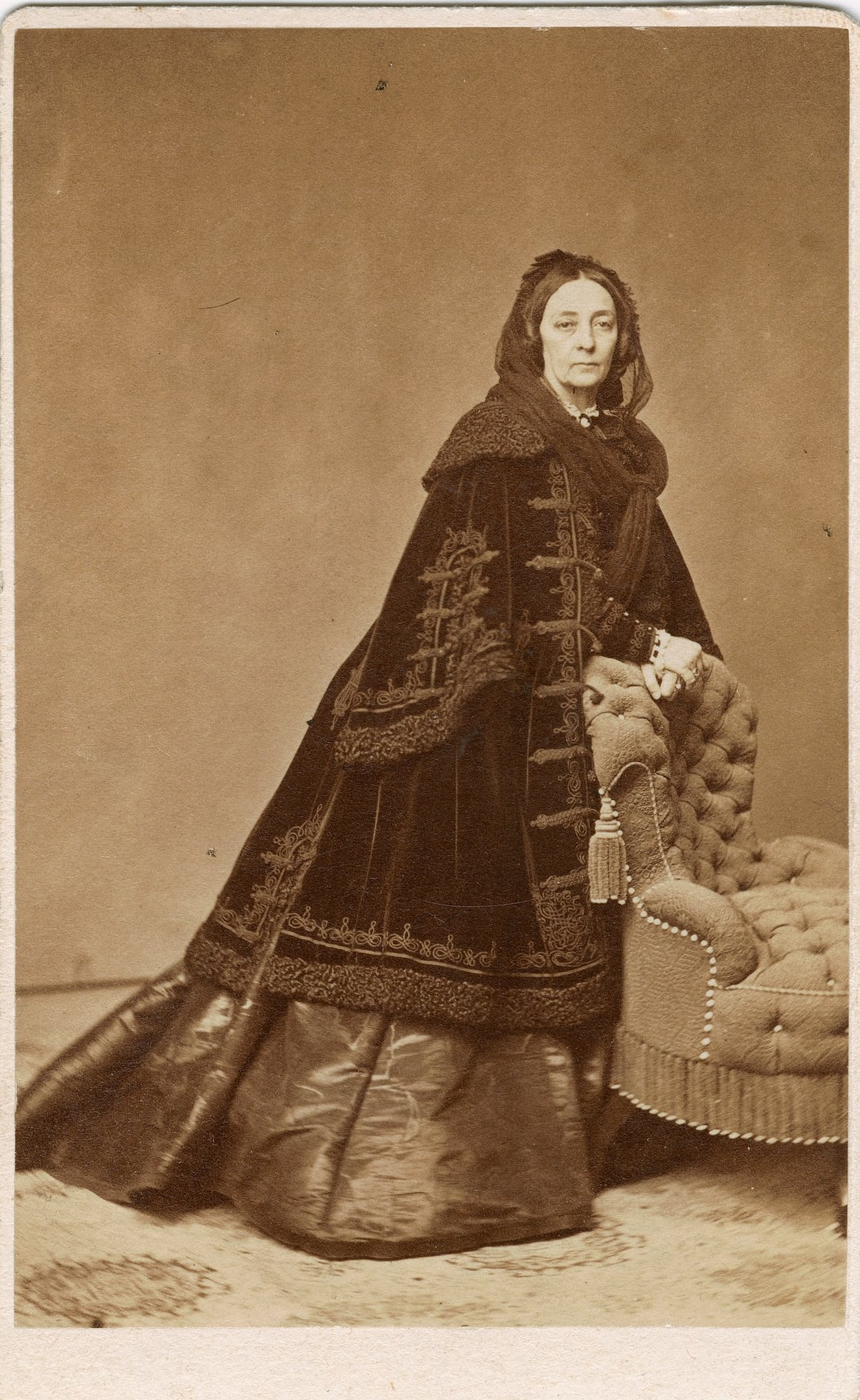
Özvegy gróf németújvári Batthyány Lajosné gróf Zichy Antónia (1816–1888)

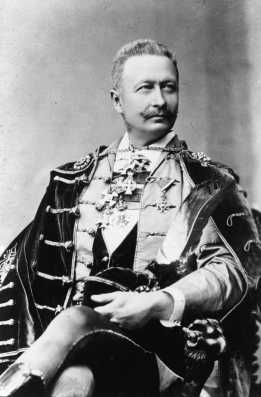
Gróf Zichy Géza (1849–1924) magyar író, drámaíró, színműíró, zeneszerző, zongoraművész, belső titkos tanácsos, császári és királyi kamarás

A család őse Zayk Gál lehetett. 1260 körül egyik otthonuk Zajk, Zala vármegyében, a másik a Somogy vármegyei Zics községében volt. A család hosszú ideig Zajknak nevezte magát, majd a 14. században kezdte használni a De Zich családnevet. Péter, Károly Róbert idején Esztergomnál, katonaként esett el. A legkorábbi ismert egyenesági őse a családnak Paska (fl. 1310) mester volt, aki I. Lajos magyar király korában élt, és ekkor már használta a Zichy család címerének egy korai változatát: két szarvasagancsot egy lovagi sisakon. Paskának három fiúgyermekéről maradt említés: Zichy László mester, a királyi udvar lovagja („aule regiæ miles”), és Zichy Jakab (fl. 1347–1382) mester, akik már 1347-ben I. Lajos magyar király alatt kaptak királyi földadományt Somogy vármegyében, fivérével, Zichy Gállal (fl. 1353) együtt.
Zichy Jakab fia, Zichy Elek (fl. 1365–1397), Zala vármegye alispánja volt. Az egyik gyermeke Eleknek, Zichy Zsigmond lett a családi vagyon alapozója, amikor feleségül vette Dáróy Majos (Moys) (fl. 1345–1415) lányát, Dorottyát. A köznemesi család akkor már tartozott a dunántúli középbirtokosok felső rétegéhez; Zichy Zsigmond és Daróy Dorottya házasságából két fiú gyermek született: Zichy Balázs és Zichy I. Benedek (1404–1467). Zichy Balázs ága korán halt ki, az ő dédunokáiban. Feleségétől, Apajfi Ilona úrnőtől, két fiúgyermeke, Zichy László és Zichy Mihály, született. 1507-ben Balázs fia, Zichy László felesége szenterzsébeti Therjék Dorottya, csébi Pogány Imre özvegye volt. Közös gyermekük, Zichy István volt, aki elvette osztopáni Perneszy Klárát, és 1567-ben még élt.
Zichy I. Benedek vitte tovább a családot: először elvette thapsoni Anthymus Ilonát, akinek az apja Thapsoni Anthymus Ozsvát (fl. 1394–1429) mester földbirtokos, Garai Miklós nádornak bírságbehajtója Borsod és Heves megyékben. Anthymus Ozsvátnak a nagybátyja Thapsoni Anthymus János (fl. 1368–1423), a Magyar Királyság alnádora 1408 és 1419 között volt. Az első feleségének a halála után Zichy Benedek feleségül vette szerdahelyi Imreffy Anna kisasszonyt, akinek a szülei a Győr nemzetségbeli Szerdahelyi Imre (fl. 1411–1444), földbirtokos és a Gussics nemzetségbeli Korbáviai Katalin voltak. 1457-ben a zákányi vár került Zichy Benedek és neje, Imreffy Anna kezébe. Imreffy Anna már özvegyként szerepelt 1475-ben egy pereskedésben. Zichy I. Benedek első feleségétől, Anthymus Ilonától, született lánya szenterzsébeti Terjék Andrásné Zichy Katalin volt, aki 1474-ben egy Somogy vármegyei földbirtokcsoportot szerzett, amely édesanyja oldalán illette meg őt és gyermekeit. Zichy Benedek második nejétől származó lánya, Zichy Perpetua, Maráczy László férjével együtt szerepelt egy 1495-ben kelt oklevélben. Fivére, a szintén Imreffy Annától származó Zichy II. Benedek, pakosi Paksy Juditot vette feleségül, akinek a szülei pákosi Paksy Lajos (fl. 1479-1489), diósgyőri várnagy, földbirtokos és parlagi Parlaghy Lúcia (fl. 1521) voltak; Paksy Lajosné Parlaghy Lúcia apja Parlaghy György (fl. 1452–1485), királyi ajtónállómester, Borsod vármegye főispánja, diósgyőri várnagy, földbirtokos.

### Története az újkorban
Zichy benedek és Paksy Judit gyermeke: Zichy Rafael (fl. 1531–1584). Zichy Benedek még a mohácsi csata előtt meghalt; a kiskorú fia az anyja gyámsága alatt maradt majd 1522-ben, Zichy Zsigmond bátyja gyámsága alá kerül. Zichy Zsigmond is a mohácsi ütközetben elesett. Zsigmond özvegye, ákosházi Sárkány Klára, 1539-ben Vyczmandi András házastársa volt. Később, Zichy Rafael követelte a rokonai által a gyámsága alatt elidegenített birtokai visszatérítését, Zichy Zsigmond lányától, Zenyessy Györgyné Zichy Zsófiától. 1548-ban Zichy Rafael, valamint Mihály fia, Zichy Ferenc és László fia, Zichy István új adományként kapták a Zala megyei zayki, fintafalvi, budafalvi, és több más birtokot.
Zichy Rafael (fl. 1531–1584) 1555. augusztus 20-án szerepelt mint Zala vármegye alispánja. Első felesége a jómódú zalai középbirtokos családból való szentbalázsi Zele Erzsébet (fl. 1531), szentbalázsi Zele Balázs (fl. 1484–1503), zalavári várnagy, földbirtokos és nádasdi Nádasdy Zsuzsanna lánya volt; ez utóbbi asszony pedig báró Nádasdy Tamás nővére volt. Zichy Rafael második felesége beregszói Hagymássy Anna lett. Az első házasságából született három gyermekei: Zichy György, Zichy Tamás és Zichy János. Anyagi nehézségek (gabona hiány) miatt, 1582-ben Zichy Tamás és fivére Zichy János édesapjuknak, Zichy Rafaelnek, és mostohaanyjuknak, Hagymássy Annának a Zala megyei ősi zayki, finthafalvi, budafalvi, jakabfalvi, csehi, vörcsöki birtokait zálogosították el. Később, 1593-ban, Zichy Tamás ismét zálogosította birtokait, valamint több más birtokát eladta Szelesthey Jánosnak, hogy kifizethesse a török fogságból való kiszabadulásának a váltságdíját.
Zichy I. György (fl. 1548–1604), Zichy Rafael alispán és szentbalázsi Zele Erzsébet fia, 1575-ben a zalaszentgróti vár prefektusa volt. Közel két évtizeddel később, 1592-ben és 1599-ben, Zichy György, Moson és Vas vármegye alispánjaként szerepelt. Zichy György három ízben házasodott meg: először elvette sávolyi Jósa Ilonát, majd asszonyfalvi Ostffy Annát, asszonyfalvi Ostffy Domonkos, földbirtokos és szántói és széplaki Botka Veronika lányát; Ostffy Domonkos pedig fia volt asszonyfalvi Ostffy Ferenc (fl. 1485–1520) Sopron vármegye főispánjának és az alsólendvai Bánffy családból való alsólendvai Bánffy Petronellának, és egyben unokája alsólendvai Bánffy Miklós (fl. 1453–1501) ajtónállómesternek és a Piast-házból való herceg Sagani Margitnak. Sagani Margit hercegnő szülei pedig pedig II. János sagani herceg (1435–1504) és herceg Katalin von Troppau voltak. Ilyen módon a Zichy György (fl. 1548–1604), Moson vármegye és Vas vármegye alispánja valamint asszonyfalvi Ostffy Anna frigyéből származó Zichy Mihály (fl. 1583–1641) Vas vármegye alispánja, aki a Zichy család köznemesi ágát alapította, leszármazottja volt az előkelő Piastnak és más egyéb uralkodóháznak is. Zichy György mosoni és vasi alispán harmadik neje, a csébi Pogány család sarja, csébi Pogány Anna lett. A három házasságából összesen hét gyermeke született, akik közül Zichy III. Benedek 1623-ban vasvármegyei szolgabíró, 1630-ban követ és később alispán volt. Zichy György és Ostffy Anna fia Zichy Mihály (fl. 1583–1641), 1635-ben vasvármegyei szolgabíró, a magyar hadsereg ezredese volt, öt fia közül Zichy Ádám 1723-ban Bács megye alispánja, majd a dunántúli kerületi tábla ülnöke, 1732-ben kapta meg a bárói rangot, de utód nélkül halt meg. Zichy Mihálynak a leszármazottjai a Zichy család köznemesi ágát nemzették.
Zichy I. György (fl. 1548–1604) és sávoli Jósa Ilona fia, Zichy Pál (fl. 1598–1638), a győri végek alkapitánya, veszprémi főkapitány, földbirtokos. Zichy Pálnak a hitvese csábi Csáby Sára volt. Az ő fia gróf Zichy I. István (1616–1692), aki már fiatal korában kamarás lett udvarában. Előbb győri várparancsnok, majd országos altábornagy, 1655. június 17-én bárói rangot és királyi tanácsosi címet kapott III. Ferdinánd magyar királytól. 1661-ben koronaőri, 1676-ban pedig grófi rangot kapott, 1681-ben Moson vármegye főispánja, majd főajtónálló, 1690-ben tárnokmester lett. Első felesége de vedredi és ögzenyi Baranyai Mária Magdolna (1616–1652 után) volt. A második, várkonyi Amade Magdolna (†1714) lett. Zichy István nagymértékben hozzájárult a család vagyonának gyarapodásához.

### A család köznemesi ága
I. Zichy György (fl. 1548–1604), Moson vármegye és Vas vármegye alispánja és a második feleségétől, asszonyfalvi Ostffy Annától származó fia, Zichy Mihály volt. Se ő se leszármazottai nem éltek főnemesi ranggal, a köznemességen belül maradtak. Zichy Mihály (fl. 1583–1641) Sopron megyei szolgabíró volt majd Vas vármegye szolgabírája. Az egyik neje szentjakabi Petheő Katalin, a másik nemesdömölki Dömölky Katalin volt. Több lánya született, köztük volt: Szelestey Györgyné Zichy Anna, nemes Horváth Gáspárné Zichy Orsolya, Zichy Dorottya, akinek a férje a kisbarnaki Farkas családból való kisbarnaki Farkas Mihály, földbirtokos, és a fületinci Kelcz családból való Kelcz Jánosnak a felesége Zichy Krisztina. Zichy Mihály egyetlenegy fiúgyermeke érte el a felnőttkort: Zichy Ferenc volt. 1624-ben a kisbarnaki Farkas Mihályné, fületinczi Kelcz Jánosné és Zichy Ferenc, a szentgyörgyvölgyi birtokát és kúriáját zálogosították el anyagi nehézségek miatt. Zichy Ferenc neje Boros Katalin lett, akitől született gyermeke, zicsi Zichy Ádám császári kapitány, aki Franciaországban hunyt el.
Zichy Ádám kapitány felesége szentmártoni Jagudich Zsuzsanna volt, akitől született ifjabb Zichy Ferenc. Ez az ifjabb Zichy Ferenc feleségül vette senkovici Horváth Katalint, és közös gyermekük zicsi Zichy József (†1764), Tolna vármegye alispánja volt. Ennek a Zichy Józsefnek és bezerédi Bezerédj Fruzsina (1727–1765) úrnőnek a fia, zicsi Zichy József (1754–1838), aranykulcsos, udvari tanácsos, akinek a neje, szekcsői Bésán Franciska (1774–1844) volt. Az egyik gyermekük, zicsi Zichy Julianna (1791–1849), saárdi gróf Somssich Pongrác (1788–1849) főispán, alnádor felesége; A másik, zicsi és zajki Zichy János (1803–1845), nágocsi birtokos, aki feleségül vette a győri belvárosi plébánián 1825. május 15-én bezerédi Bezerédj Zsófiát (1807–1880). Zichy János és Bezerédj Zsófia asszony házasságából született: zicsi és zajki Zichy Miklós (1826–1899), császári és királyi kamarás, százados; és zicsi és zajki Zichy István (1827–1901), császár és királyi kamarás úr, akinek a neje, gróf Grimaud D’Orsay Paulina (†1907) úrnő volt. Zichy István kamarás és gróf Grimaud D’Orsay Paulina lánya, zicsi és zajki Zichy Stefánia, báró Rubido Radoslav (1847–1910) felesége, akitől származik a báró zicsi és zajki Rubido-Zichy család.
Zichy József (†1764) tolnai alispánnak és Bezerédj Fruzsinának (1727–1765) egy másik fia, zicsi Zichy Mihály (1758–1818) táblabíró, Moson vármegye alispánja volt. Megházasodott nemes Fischer Jozefa (1768–1843) úrnővel, aki több gyermekkel áldotta meg, az egyik közülük, zicsi Zichy Sándor (1797–1843), úr, akinek három fiúgyermeke született Eperjessy Julianna (1803–1887) asszonytól: Zichy Mihály (1827–1906) festőművész, és Zichy Antal (1826–1898), író, MTA tagja, főrendiházi tag. Zichy Mihály festőművésszel kihalt férfiágon a Zichy család köznemesi ága.

### Gróf Zichy István leszármazottjai
Zichy I. István (1616–1692), aki 1679-ben grófi címet szerzett, 1649-ben a Veszprém vármegyei vázsonykői várat és a hozzátartozó uradalmat szerezte meg; attól a pillanattól fogva kezdte használni a „vázsonykői” nemesi előnevét ő és a leszármazottjai. Ez volt a különbség a kettő Zichy család ága között: a főnemesi a „zicsi és vázsonykői”, a köznemesi pedig a „zicsi és zajki” előneveket használta. Zichy István gróf két házasságából származott három fia közül gróf Zichy Ádám (†1701) kamarás, tanácsos, győri kapitány és Moson vármegyei főispán volt. Feleségül vette ghymesi és gácsi Forgách Zsuzsanna grófnőt, a második neje orbovai Jakussith Teréz Róza volt, akitől származtak a gyerekei. Zichy Ádám és Jakussith Teréz fia, gróf Zichy Károly (†1741) Savoyai Jenő seregében harcolt és, mint apja, szintén mosoni főispán volt, majd 1735-ben koronaőr lett. Károly leánytestvére, gróf Zichy Katalin, gróf gyarmati és kékkői Balassa Pál felesége volt.

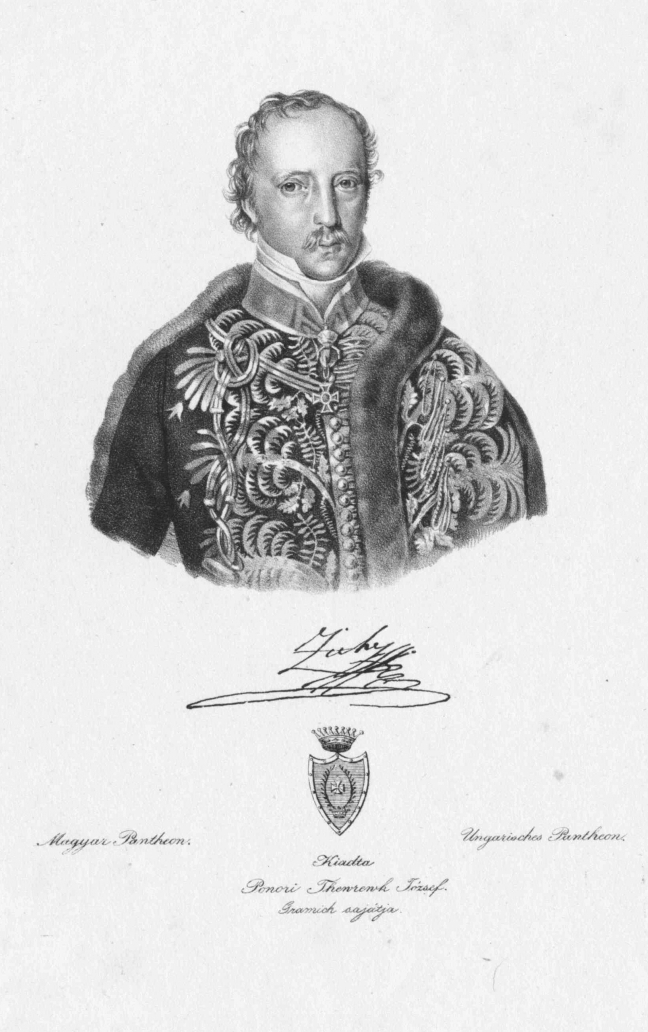
Gróf zicsi és vázsonykői Zichy Ferenc Szerafin József főispán, valóságos belső titkos tanácsos

Ádám testvére Zichy II. István, I. István és Baranyai Magdolna fia, először Szabolcs, később Komárom vármegye főispánja volt, 1693-ban szintén koronaőr lett. II. István jelentős szerepet játszott Várpalota töröktőli visszafoglalásában. Fiai közül gróf Zichy László a komáromi, Péter a szabolcsi főispánságban követte. Zichy László utód nélkül halt meg, gróf Péter gyermekei közül gróf Ferenc győri püspök lett, Zichy László pedig szabolcsi főispán, Miklós szintén szabolcsi főispán volt és vele halt ki II. István ága.

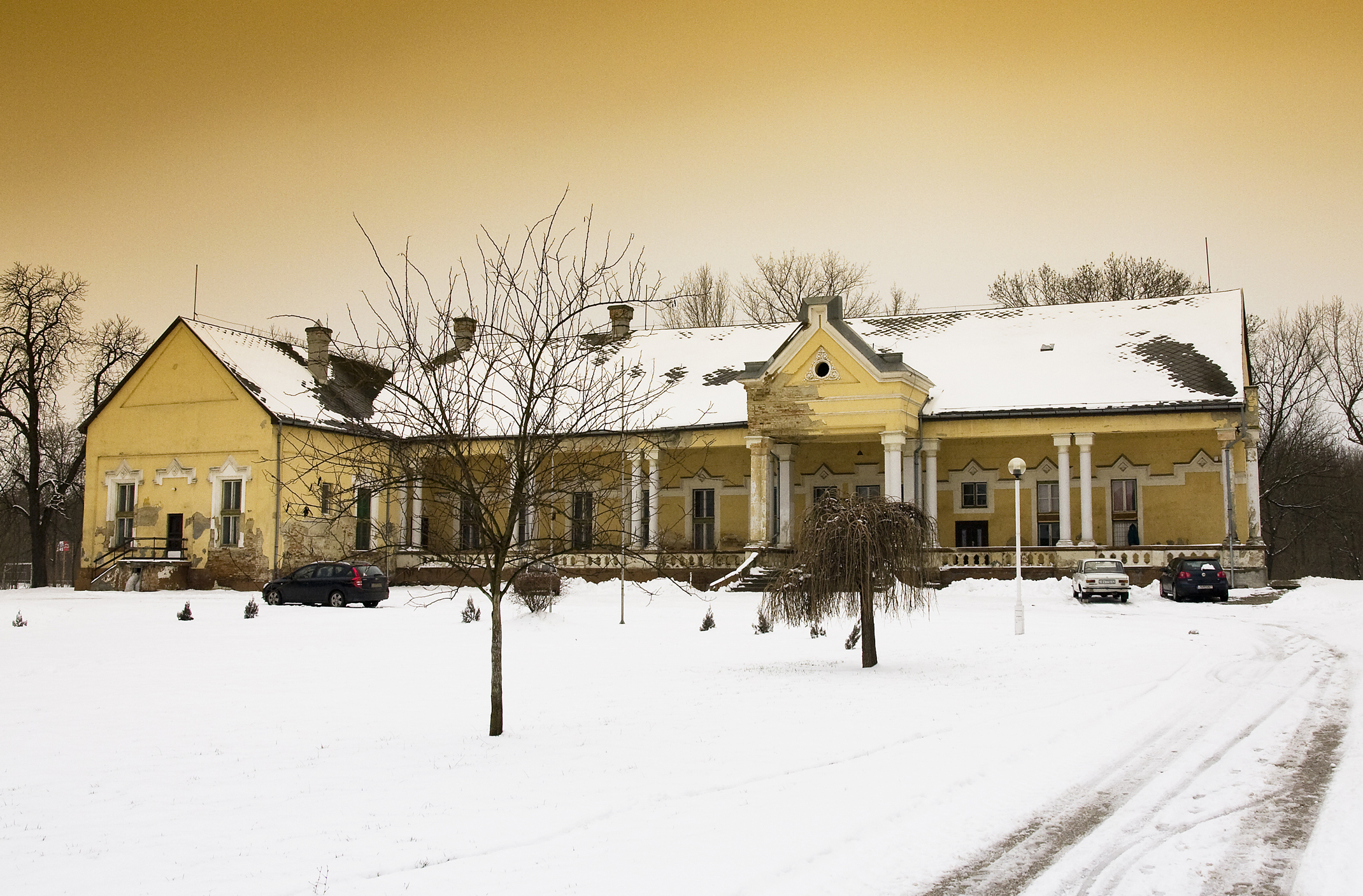
A Zichy család kastélya Zichyújfaluban, amelyet Zichy Nepomuk János az 1860-as években építtetett

Zichy I. István és Baranyay Magdolna gyermekei közül, aki tovább vitte a családot, gróf Zichy Pál (1640–1684) Mosoni főispán volt. 1670-ben feleségül vette báró nagykárolyi Károlyi Katalint (1650–1694), aki hat gyermeket adott neki, aki elérte a felnőttkort. Fia, Zichy III. János (1673–1724 k.), királyi tanácsos tartotta fenn a családi vonalat, de két fiával két ágra oszlott a család. III. János 1709-ben feleségül vette Maria Anna Theresia von Thalheim (1691–1742) bárónőt. Zichy III. János egyik unokája gróf Zichy Károly (1753–1826) országbíró volt, gróf Zichy István (1715–1769) és gróf Marie Cäcilie von Stubenberg (1725–1763) fia.
A Mária Terézia-féle úrbérrendezés korában, ez a gróf Zichy István 16 úrbéri birtokkal rendelkezett Fejér, Győr, Pozsony és Veszprém vármegyében, összesen 14 458 úrbéri holddal, valamint 790 jobbággyal, 326 zsellérrel, s 213 házatlannal. István bátyja gróf Zichy János Nepomuk (1710–1764) győri főispán lett. Első neje sárvár-felsővidéki Széchényi Katalin grófnő (1717–1747), a második sárladányi Schmidegg Franciska (†1778) grófnő volt.
Az úrbérrendezés korában, az özvegye Fejér és Veszprém vármegyében 11 úrbéri birtokkal élt, összesen 9165 úrbéri holddal, 639 jobbággyal, 122 zsellérrel és 69 házatlannal. Zichy János Nepomük gyermekei az első feleségétől származtak, Széchényi Katalin grófnőtől, gróf Széchenyi Zsigmond (1681–1738) és németújvári gróf Batthyány Mária Teréz (†1721) lányától.
Gróf Zichy István és gróf Marie Cäcilie von Stubenberg egy másik fia, gróf Zichy Ferenc (1749–1812) volt, akinek az unokája gróf németújvári Batthyány Lajosné gróf Zichy Antónia volt. Az igen tehetős gróf Zichy Ferencnek Mária Terézia úrbérrendezés korában 62 úrbéri birtoka volt Hont, Moson, Nógrád, Sopron és Zala vármegyében. Összesen 27 394 úrbéri holdja volt, 1588 jobbágya, 513 zsellére és 195 házatlanja. Először 1770. április 30-án vette el Maria Anna von Kolowrat-Krakowsky (1753–1805) grófnőt, majd halála után 1807. október 26-án Maria Dominika zu Lodron-Laterano und Castelromano (1789–1847) grófnő lett a felesége.
1784-ben a zichyújfalui uradalom birtokosa, gróf Zichy Ferenc kúriát építtetett Újfalun, dédunokája, Zichy Nepomuk János az 1860-as években kastélyt, melyet 28 hektáros parkkal vett körül, attól északkeletre pedig vadaskertet létesített.
Zichy Ferenc második felesétől született gróf Zichy Ödön (1809–1848) politikus volt. Édestestvére, az ő bátyja a Sümegen székelő gróf Zichy Domonkos (1808–1879) veszprémi püspök, egy befolyásos konzervatív egyéniség volt a reformkor táján, aki titokban támogatta a Deák-párt ellenzék vezetőjét, forintosházi Forintos Györgyöt.

### A Zichy grófok a 19. és 20. században

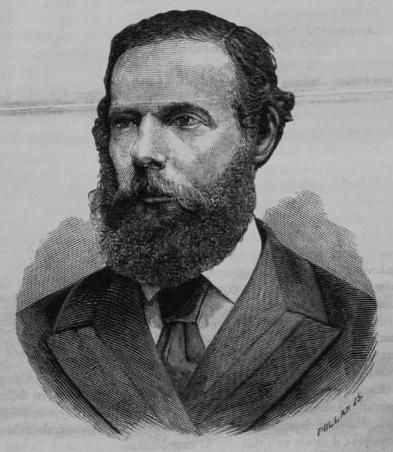
Gróf zicsi és vázsonykői Zichy Nándor (1829–1911) politikus, országgyűlési képviselő, nagybirtokos

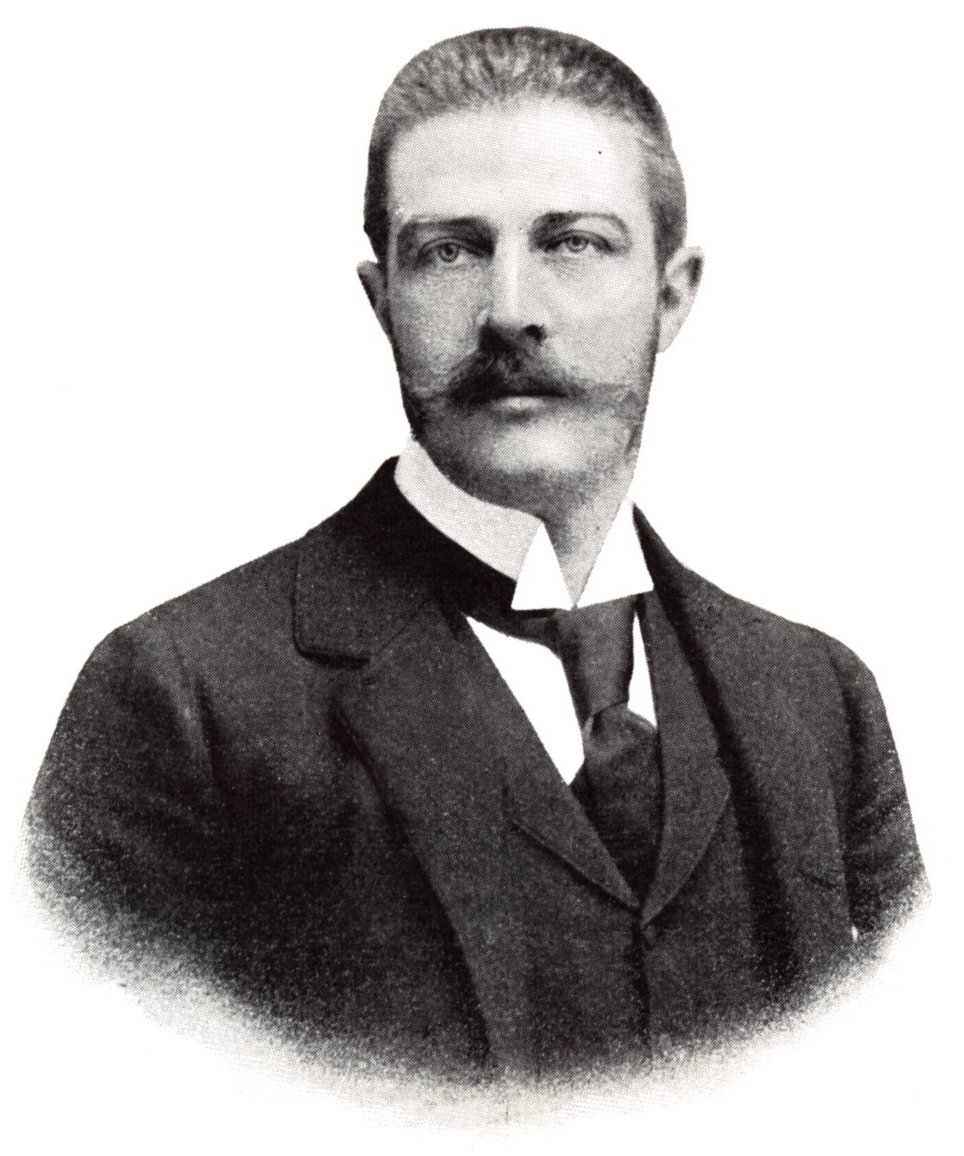
Gróf zicsi és vázsonykői Zichy Aladár (1864–1937) legitimista politikus, miniszter, a Katolikus Néppárt vezére

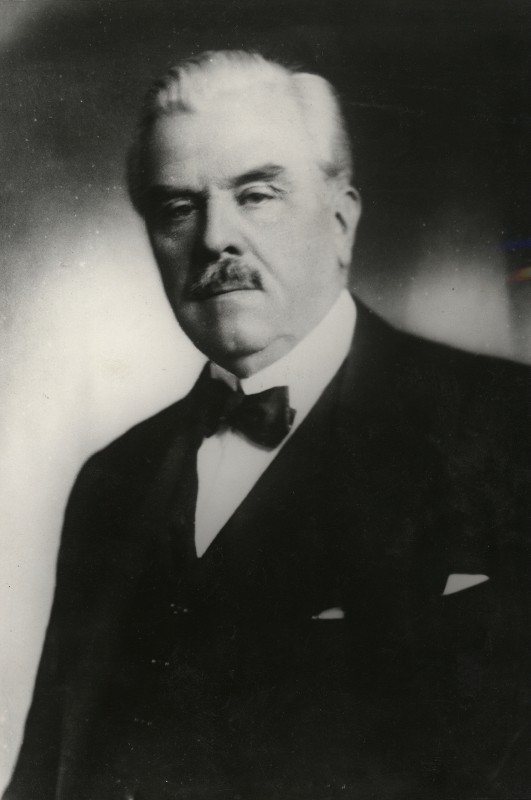
Gróf zicsi és vázsonykői Zichy János (1868–1944) jogász, császári és királyi kamarás, valóságos belső titkos tanácsos, nagybirtokos, a Magyar Királyság kultuszminisztere, legitimista politikus

A 18. században a Zichy család tagjai gyakran kötöttek házasságot más külföldi főnemesi családokkal is. Gróf Zichy János Nepomuk (1777–1830) császári és királyi kamarás, nagybirtokos hitvese, gróf Colloredo Waldsee Franciska (1783–1835) asszony volt; gyermekük gróf Zichy György (1805–1879), kamarás, nagybirtokos.
Gróf Zichy György (1805–1879), kamarás, nagybirtokos, házasságot kötött gróf erdődi Pálffy Ludovika (1804–1866) csillagkeresztes hölggyel. Legsikeresebb fiúgyermekük gróf zicsi és vázsonykői Zichy Nándor (1829–1911), politikus, országgyűlési képviselő, nagybirtokos. Zichy Nándor gróf a kiegyezést követő első alkotmányos országgyűlésen a Deák-párt híve volt, 1875-ben Székesfehérvártól kapott mandátumot. A fúzió után a Sennyey-féle konzervatív párt egyik fő támasza volt, 1884-ben Zichy szervezte azt az ellenzéket, amely a zsidók és keresztények közötti házasságról szóló törvényjavaslat ellen tömörült. Az egyházpolitikai küzdelmekben, majd a már szentesített törvények esetleges revíziójára vonatkozó törekvésekben az 1895-ben alapított Katolikus Néppárt egyik vezéreként vett részt. Jeles néppárti tagok közül nagy szerepet vállalt a Zala vármegyei boldogfai Farkas József, aki nem csak szorgalmasan tevékenykedett Zichy Nándor gróf mellett, de négy ízben is választottak meg országgyűlési képviselővé a pártot képviselve. 1889-ben Zichy Nándor gróf valóságos belső titkos tanácsosi címet, 1906-ban tárnokmesteri rangot kapott. 1892-ben az Aranygyapjas-rend lovagjává ütötték. Zichy Nándor feleségül vette gróf Zichy Liviát (1840–1913), akinek a szülei gróf Zichy Edmund (1811–1894), császári és király kamarás és herceg Odescalchi Paolina (1810–1866) voltak.
Gróf Zichy Nándor (1829–1911), politikus, és gróf Zichy Lívia gyermeke gróf Zichy Aladár (1864–1937) legitimista politikus, miniszter, a Katolikus Néppárt volt. Zichy Aladár tagja volt a gróf Károlyi Sándor vezette agrárius csoportnak. 1893-tól főrendiházi tag; két ízben a főrendiház jegyzője. 1896 és 1918 között öt választási cikluson át a Katolikus Néppárt programjával országgyűlési képviselő volt. 1903-ban megválasztották pártja elnökének, mely tisztséget a néppárt megszűnéséig (1918) ellátta. Az 1905–1906-os magyarországi belpolitikai válság kezdetén pártjával csatlakozott a Szövetkezett Ellenzékhely, ahol pártelnöki pozíciójánál fogva a vezérlő bizottság tagja lett.
Zichy Aladár 1906. április 8-tól 1910. január 17-ig a második Wekerle-kormányban illetve 1917. augusztus 18-tól 1918. október 23-ig a harmadik Wekerle-kormányban a királyi személye körüli, valamint 1917. június 15-től augusztus 18-ig horvát-szlavón-dalmát tárca nélküli miniszter volt. Részt vett a nagybirtokosok csoportja által megindított és a nagygazdák által támogatott szövetkezeti mozgalom irányításában. Ő alapította a Dunántúli Keresztény Fogyasztási Szövetkezeti Központot, amely két évtizedes működése után egyesült a Hangya Termelő-, Értékesítő- és Fogyasztási Szövetkezettel. Tevékenyen részt vett a Tanácsköztársaság elleni szegedi ellenforradalmi mozgalomban. 1919. augusztus 4-től a szegedi Magyar Nemzeti Bizottság elnöke volt. Zichy Aladár gróf volt az elnöke 1925 és 1934 között a Hangya Szövetkezetnek. 1927-től az újjáalakított felsőházban ismét tag, a legitimisták egyik vezetője volt. 1925-től a Szent István Társulat elnöki tisztét töltötte be.
Gróf Zichy György (1805–1879), kamarás, nagybirtokos, és gróf erdődi Pálffy Ludovika (1804–1866) másik fiúgyermeke, és egyben Zichy Nándor öccse, idősebb gróf Zichy János (1835–1905), császár és királyi kamarás, nagybirtokos volt. Idősebb Zichy János gróf feleségül vette az előkelő gróf Marie von Redernt (1840–1910), aki majd Erzsébet királyné palotahölgye, csillagkeresztes hölgy is volt; a grófkisasszony szülei gróf Heinrich von Redern (1804–1888), porosz diplomata, és herceg Odescalchi Vittoria (1811–1889) voltak. Zichy János és Mária von Redern frigyélből több ismert egyéniség származott: az egyik gyermek, ifjabb Zichy János (1868–1944) gróf, agrár-nagybirtokos, miniszter; és szintén említésre méltó gróf zicsi és vázsonykői dr. Zichy Gyula (1871–1942), pécsi püspök, kalocsai érsek, valóságos belső titkos tanácsos, pápai trónálló, a magyar országgyűlés felsőházi tagja, Bács-Bodrog vármegye örökös főispánja.
Zichy János (1868–1944) gróf, agrár-nagybirtokos, miniszter, legitimista politikus, az MTA igazgatótanács tagja jelentős személyiség volt a két világháború közti korszak alatti Magyarországon. 1896-tól országgyűlési képviselő volt a néppárti programmal a zurányi kerület nevében. Ismeretes, hogy főherceg Ferenc Ferdinánd trónörökösnek bizalmasai közé tartozott. Zichy János gróf hosszú éveken át a Katolikus Néppárt elnöke, de 1903-ban pártja házszabály-módosítás elleni határozata miatt kilépett, és 1906 májusában csatlakozott az Országos Alkotmánypárthoz, annak programjával a szabadbárándi kerület országgyűlési képviselője lett. Az 1905–1906-os belpolitikai válság során a király több alkalommal kikérte véleményét és 1908-ban titkos tanácsosává nevezte ki. A párt feloszlatása után a Nemzeti Munkapárt tagja lett. 1908-ban belső titkos tanácsosi kinevezést kapott, 1909 novemberétől decemberig dezignált miniszterelnök.
Zichy János (1868–1944) 1910. március 1-je és 1913. február 26-a, majd 1918. május 8-a és október 31-e között vallás- és közoktatásügyi miniszter a második Khuen-Héderváry-kormányban, a Lukács-kormányban, majd a harmadik Wekerle-kormányban. Tárcájáról a Dési–Lukács perben tett tanúvallomása miatt mondott le 1913-ban. Az első világháborús Wekerle-kormányban ismét vallás- és közoktatásügyi miniszter volt. A forradalmak alatt teljesen visszavonult nagylángi birtokára egy darabig, és csak az első nemzetgyűlés feloszlatása után hallatta ismét szavát, amikor a legitimista politikusok tömörítése céljából; megalakította a Nemzeti összetartás Körét. Titokban részt vett a Tanácsköztársaság idején Bécsben szervezett ellenforradalmi mozgalomban (Antibolsevista Comité). 1922-től ismét nemzetgyűlési illetve országgyűlési képviselő lett Zichy János gróf egészen haláláig. 1922-ben létrehozta a legitimista Nemzeti Összetartás Társaskörét, később 1925-ben a Keresztény Gazdasági és Szociális Pártot (köznapi nevén „kereszténypártot”), amelynek elnöke volt, párt amelybe tömörítette a mérsékelt legitimista politikusokat: ifjabb gróf Andrássy Gyula, őrgróf Pallavicini György és dr. boldogfai Farkas Tibor, akik szintén jó barátainak számítottak. Irányító egyénisége a katolikus társadalmi mozgalmaknak és az e körbe tartozó egyesületek legtöbbjében vezető tisztséget tölt be. 1926-ban Győrött és Móron (az utóbbi mandátumról lemondott) és 1931-ben az adonyi kerületben országgyűlési képviselőséget vállalt. Parlamenti felszólalásának mindig erős visszhangja volt. Zichy János gróf igen nagy feltűnést keltett a frankvitában elhangzott beszéde, amelyben megvédte Bethlent és legújabban (1931 november 10-én) elmondott beszéde, amelyben viszont ellene fordult gróf Bethlen Istvánnak, a „magasabb kormányzati etika” követeléséi támasztva vele szemben.
Zichy János (1868–1944) miniszter 1893. június 24-én Budapesten vette feleségül zicsi és vázsonykői gróf Zichy Margit (1874–1963) csillagkeresztes hölgyet, akinek az atyja, zicsi és vázsonykői gróf Zichy Géza (1849–1924), író, zeneszerző, anyja, karátsonyfalvi és beodrai gróf Karátsonyi Melanie (1855–1894) csillagkeresztes hölgy volt. Zichy János és Zichy Margit házasságából három fiúgyermek született: gróf Zichy János (1894–1976), császári és királyi lovaskapitány, gróf Zichy Pál (1896–1974), császári és királyi lovaskapitány, és gróf Zichy György (1900–1967).
Gróf Zichy Pál (1896–1974) lovaskapitány, nagybirtokos, és galánthai Esterházy Margit (1904–1990) grófnő fia, gróf Zichy Péter (1924–2008), jogász, emlékiratíró, a recski munkatábor egyik foglya volt. Zichy Péter jogász fia, gróf dr. Zichy Mihály, történész, az Országos Széchényi Könyvtár kutatója.

## Híres családtagok

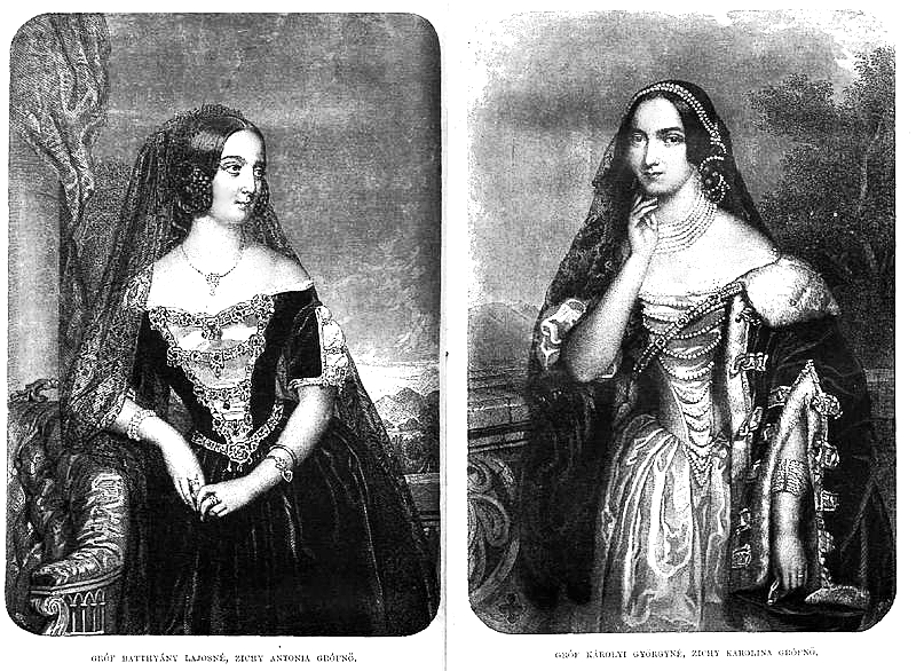
Zichy Antónia és Zichy Karolina

- Zichy Amália (1782–1819) Viczay Ferenc felesége
- Zichy Antal (1823–1898) a magyar főrendiház tagja, a Kisfaludy Társaság tagja, a Magyar Tudományos Akadémia tiszteleti tagja, az Országos Képzőművészeti Társaság választmányi tagja
- Zichy Antónia (1816–1888) Batthyány Lajos (miniszterelnök) felesége
- Zichy Ágost (1852–1925) utazó, politikus
- Zichy Béla (1825–1848) nemzetőr, vértanú
- Zichy Ferenc (1701–1783) főispán, győri püspök
- Zichy Ferenc (1811–1897) tárnokmester
- Zichy Géza (1849–1924) zongoraművész, költő és zeneszerző, a főrendiház tagja
- Zichy György (fl. 1548–1604), Moson és Vas vármegye alispánja, földbirtokos.
- Zichy György (1805–1879), császári és királyi kamarás, nagybirtokos, botanikus.
- Zichy Gyula (1871–1942) pécsi püspök, majd kalocsai érsek
- Zichy István (1616–1692) tárnokmester
- Zichy Jakab (1872–?) képviselő
- Zichy János (1835–1905), mezőgazdász, lótenyésztő, nagybirtokos.
- Zichy János (1868–1944) agrár-nagybirtokos, miniszter, legitimista politikus, az MTA igazgatótanács tagja
- Zichy Jenő (1837–1906) szakíró, politikus, Ázsia-kutató, az MTA tiszteleti tagja
- Zichy József (1841–1924) a főrendi ház tagja, a vaskorona-rend nagykeresztese
- Zichy Károly (országbíró) (1753–1826) helytartótanácsi elnök
- Zichy Károly (főispán) (1779–1834) nagybirtokos, a magyar udvari kamara elnöke
- Zichy Károly (kamarás) (1785–1876) császári kamarás, Antónia és Karolina apja
- Zichy Hippolyt Kázmér (1868–1955) Zichyújfalu földesura, tiszteletben álló főúr, költő, vadászatairól híres, többek között a A Guaso Nyiro mentén a Natron-tóig című könyv szerzője, amely kelet-afrikai vadászkörútjáról szól

- Zichy Manó (1808–1877) katona

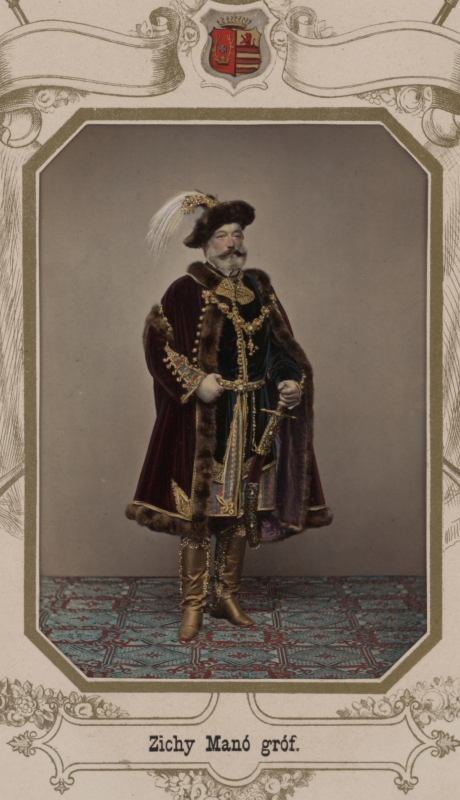
Zichy Manó 1867-ben

- Zichy Mihály (1827–1906) festő, grafikus, az illusztrálás és a magyar romantikus festészet kiemelkedő alakja és úttörője
- Zichy Miklós (1709–1758) főúr, az óbudai Zichy-kastély építtetője
- Zichy Miklós (1856–1915) politikus, katona
- Zichy Nándor (1829–1911) politikus
- Zichy Nándor (1907–1994) pilóta, sportrepülő, országgyűlési képviselő
- Zichy Nepomuk János (1834–1916) Újfalu tiszteletben álló földesura, a zichyújfalui Zichy-kastély építtetője
- Zichy Ottó (1815–1880) főhadnagy, birtokos
- Zichy Ödön (1809–1848) politikus, nagybirtokos
- Zichy Pál (fl. 1598–1638), a győri végek alkapitánya, veszprémi főkapitány, földbirtokos.
- Zichy Péter (1674–1726) Zsámbékvár főkapitánya, szabolcsi főispán, császári-királyi kamarás, főasztalnok és a hétszemélyes tábla bírája
- Zichy Péter (1924–2008), jogász, emlékiratíró, a recski munkatábor egyik foglya
- Zichy Rafael (fl. 1531–1584), Zala vármegye alispánja 1554 és 1555 között, földbirtokos.
- Zichy Tivadar (1908–1987) autóversenyző, filmszínész, producer, fotós és playboy

## Kastélyok, paloták, kúriák
- Zichy-kastély (Soponya)
- Zichy-kastély (Zichyújfalu)
- Zichy-kastély (Seregélyes) (Zichy–Hadik-kastély)
- Zichy-kastély (Ács) (Esterházy–Liechtenstein–Zichy-kastély)
- Zichy-kastély (Óbuda)
- Zichy-kastély (Lengyeltóti)
- Zichy-kastély (Vajdaszentivány)
- Zichy-kastély (Káloz) (Zichy–Széchényi-kastély)

## Album

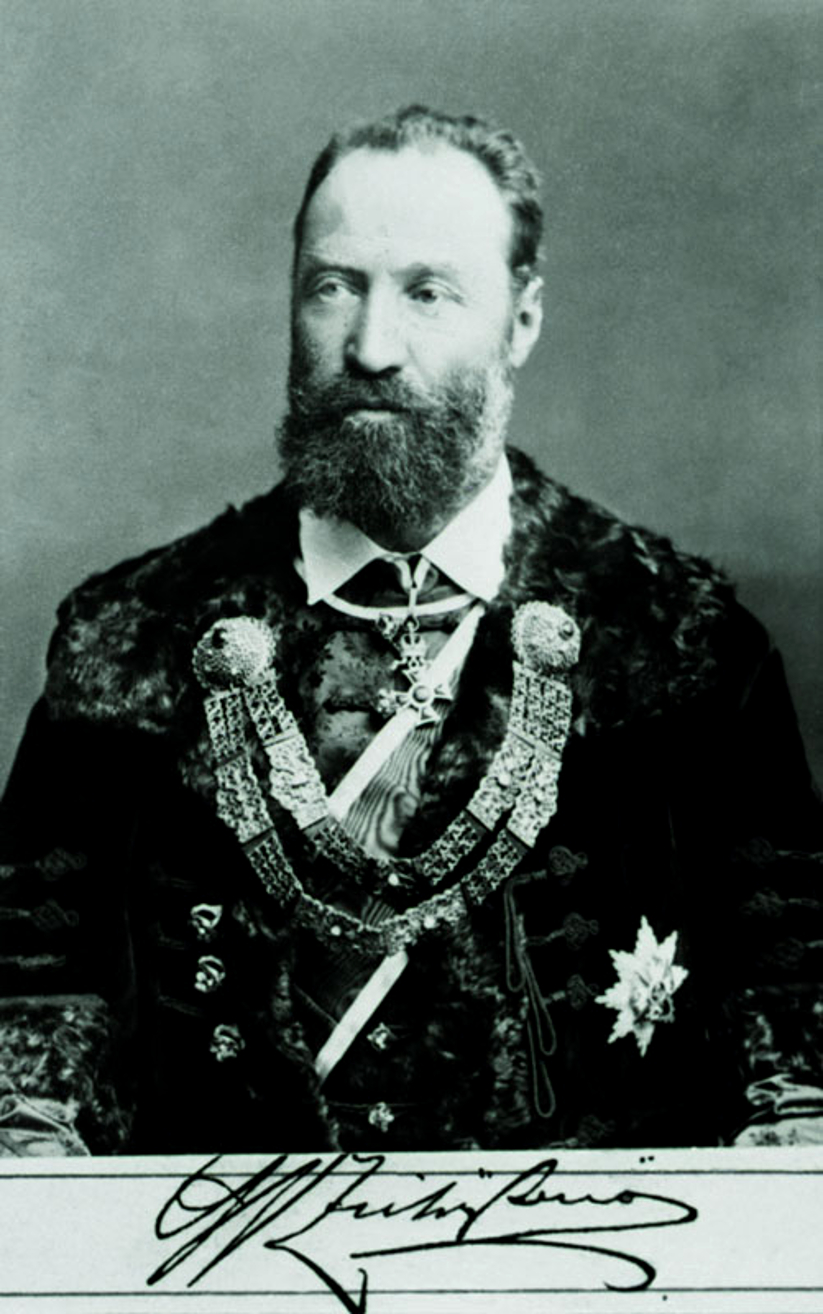
Zichy Jenő
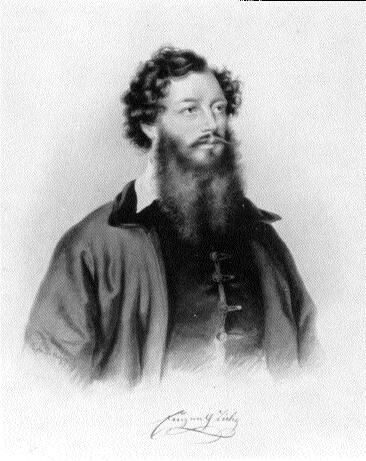
Zichy Ödön
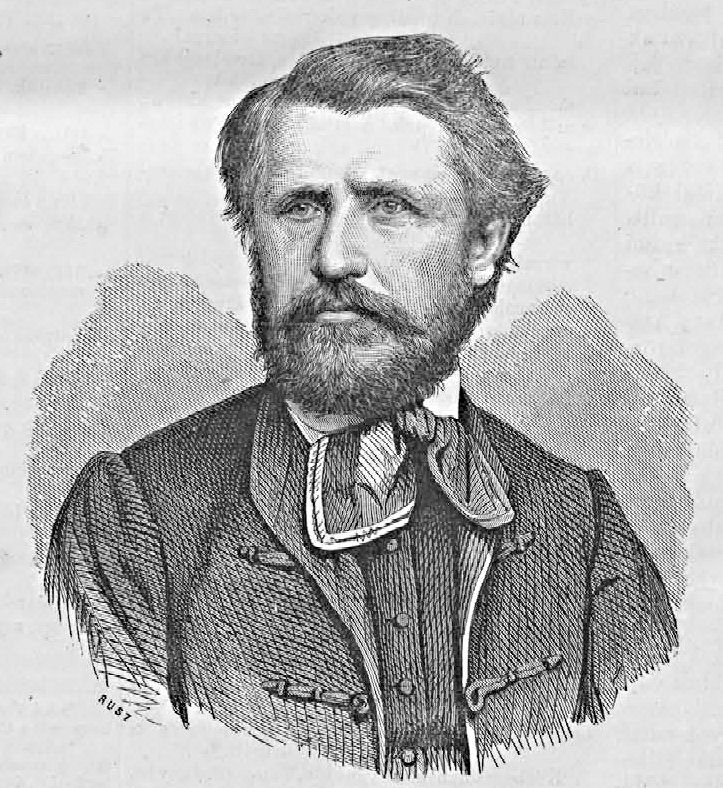
Zichy Antal
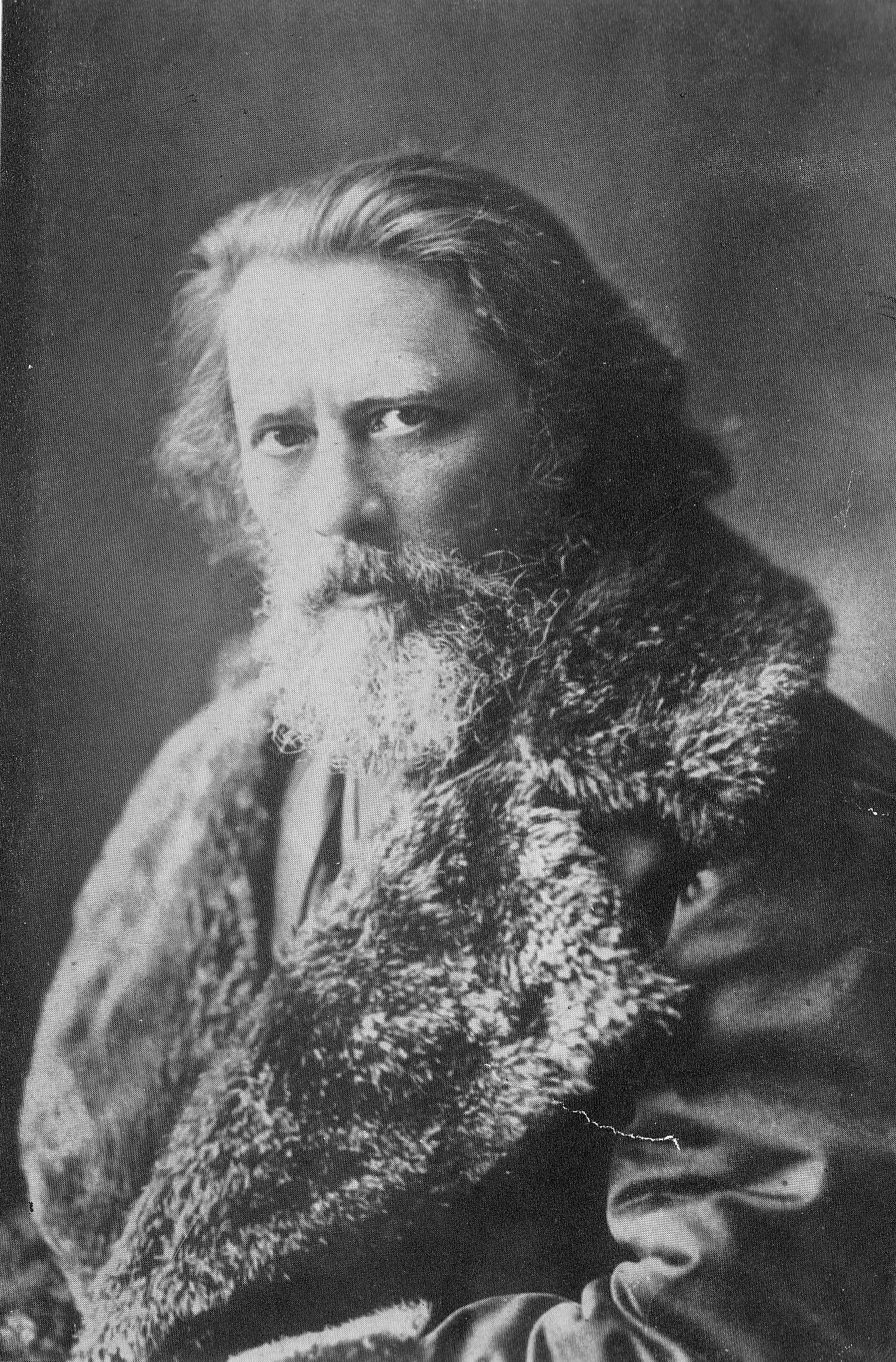
Zichy Mihály önarcképe
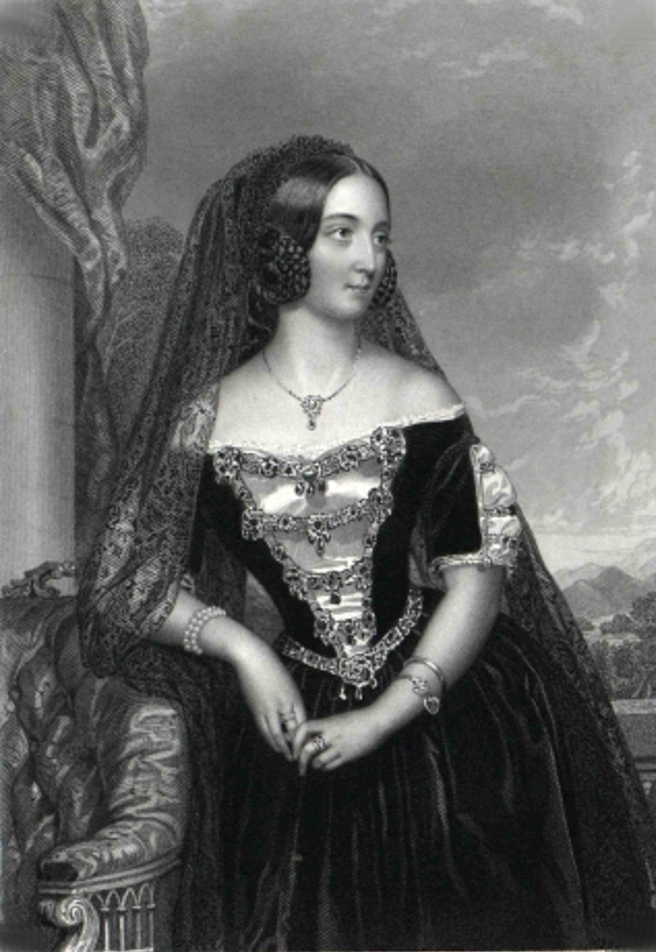
Zichy Antónia
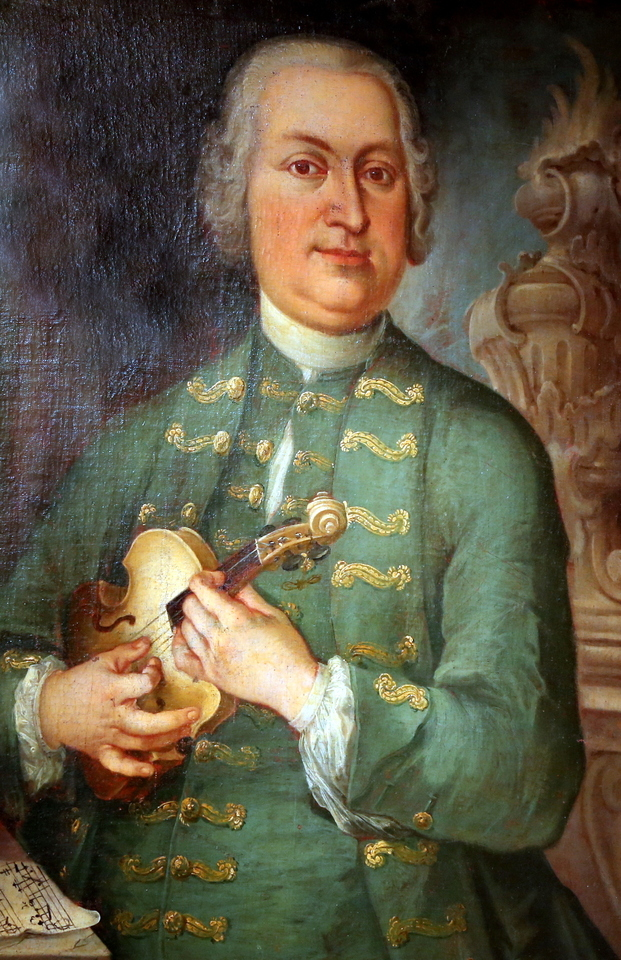
Zichy Péter (1750 k.)
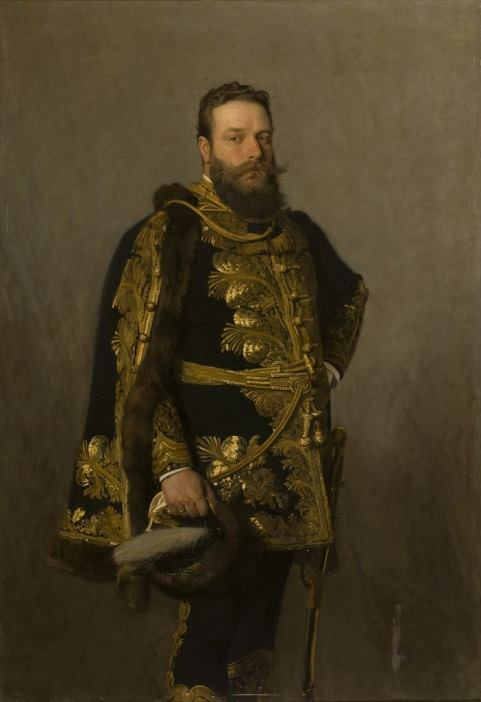
Zichy Ágost - Fiume kormányzója